# Cristina Alves Oliveira Ferreira
Cristina Alves Oliveira Ferreira (* 30. Juni 1982 in Contagem, Brasilien) ist eine brasilianische Volleyballspielerin.

## Karriere
Nachdem Ferreira einige Jahre bei brasilianischen Vereinen (Olimpico Club, Minas Tenis Club, SEB/Buettner, Sao Jose dos Campos) tätig war, kam sie nach Europa und spielte zunächst in der Schweiz für Ticinocom Volley Bellinzona und danach in Spanien für Volley Murcia, IBSA Voleibol, Jamper Aguere und Universidad de Burgos. 2012 wechselte sie zu den Roten Raben Vilsbiburg in die deutsche Bundesliga. In der Saison 2013/14 gewann sie mit dem Verein den DVV-Pokal und wurde außerdem Vizemeisterin. Anschließend verließ sie Vilsbiburg, um eine sportliche Pause einzulegen.